# 蘇炳文
蘇 炳文（そ へいぶん、1892年10月22日‐1975年5月22日）は、中華民国の軍人。 字は翰章、号は鉄庵。北京政府、奉天派に属した。保定軍校第一期卒業。最終階級は二級上将。「ホロンバイル事件」の首謀者として知られる。

## 経歴
遼寧省新民県奉天市中古城子村出身。農家の蘇景徇の次男。1899年1月、私塾に入りそこで学を修める。奉天陸軍小学を経て1910年（宣統2年）1月、北京清河鎮の陸軍第一中学に入学。辛亥革命後の1912年（民国元年）9月、保定軍官学校が設立され、歩兵科第一期生として入学。14年10月卒業後、袁世凱の設立した「模範団」に入隊。16年1月、中尉に昇進。第二期第一営一連の排長となり、翌年連長に就任。1917年7月1日から12日間起こった張勲復辟では、紫禁城内において功を挙げた。1918年1月、上尉に昇進し、模範団第二期隊から発展した第5混成旅1団2営の副営長となる。第5混成旅はさらに第9師に拡充され、少校に昇進後の1918年7月、第9師第33団（長：宋煥章）副団長、第2営営長となる。8月22日、中国のシベリア出兵参加を受け、第9師で宋煥章を支隊長とする「駐崴支隊」が組まれ、ウラジオストクへの派兵が決定。10月18日、第33団団長・宋煥章率いる661人が先発隊となり、続いて24日、蘇率いる667人が海軍艦艇でウラジオストクへと向かった。のち第9師第36団第1営営長。
1923年、上校に昇進。第9師第33団勤務時の第1営営長で福建第1軍第2旅長となっていた劉春台の誘いで同第3旅（長：王永彝）参謀長となる。翌1924年春、第3旅第1団団長となるが、王永泉と孫伝芳との権力闘争に巻き込まれ一時軍を去る。秋の第二次直奉戦争では中立を保ったが、1925年、奉天派に転じ、第12旅、第6旅参謀長、団長。11月、郭松齢が兵変を起こすと、東北国民軍第1軍（長：劉振東）参謀長。1927年、第6旅旅長、第17師師長。
1928年の張作霖爆殺事件後、万福麟に従って東北軍に入り、東北辺方軍駐江副司令長官公署参謀長兼黒龍江国防警備長として万の補佐を行った。1930年3月より毒ガスで暗殺された梁忠甲の後任として第15旅旅長に任ぜられ、同時に呼倫貝爾警備司令、中東路哈満線護路軍司令を兼任。黒龍江省政府委員、黒龍江省防軍第二旅長等の職を歴任する。対外的には、中東路事件で悪化したソ連との関係修復に努めていたという。

### ホロンバイル事件
1932年2月28日、満州国が成立。黒龍江省市政警備処長となったが、親ソ路線を維持し密使を送る一方で満州国への帰属にはあいまいな態度を示した事、部下に支払うべき給料の着服があったとされる事から、8月に解任される。ホロンバイル（フルンボイル）統治は貴福、凌陞親子に引き継がれた。また同時に哈満護路副司令の張殿九が解任されたことを不服とし、9月27日、『東北民衆救国軍』を名のり、満州里で挙兵。山崎誠一郎領事をはじめ、満州里特務機関長小原重孝大尉、宇野国境警察署長や民間人の在留邦人・朝鮮人・満州国人数百名を人質とし、10月1日、海拉爾に進攻。同日、頭道街花園広場にてホロンバイル独立を宣言、日本政府に対し正式に宣戦を布告した。10月末から11月にかけて北満鉄道西部方面一帯を占領した。当初、日本政府や関東軍は戦闘を避け、和平工作で解決する方針をとった。
7日、駐ソ連代理大使天羽英二と陸相荒木貞夫はソ連政府外務人民委員会次長レフ・カラハンと駐日大使アレクサンドル・トロヤノスキーに対し、満州里方面への軍隊の輸送許可を求め、協力の対価として不可侵条約の交渉に入る事を示唆した。ソ連側はすぐに動き、駐満州里領事スミルノフを介した交渉の結果、婦女子120名が29日に解放され、荒木が中立地帯として使用許可を求めたマチエフスカヤに送られた。11月5日、小松原道太郎大佐を中心に救出委員会が結成され、マチエフスカヤに向かったが、蘇炳文は日本との直接交渉を拒絶した。カラハンは、存在意義を失った救出委員会がソ連国内に留まる事に反発し、撤退を求めたが、天羽は長期戦を予想し、ハルビンないしチチハル～マチエフスカヤ間の航路の開設と航空機2機の用意という強引な要求を行った。ソ連は、蘇が再度拒絶した場合、救出委員会の撤退を求めた。
11月20日、蘇は扎蘭屯で馬占山と会食。馬は「退却を提案する。東三省全ての兵を以てしても日本軍は防げない。それでも戦うならば、余の兵2,000人を呈す」と述べた。蘇は、「分かった」と言ったのみで多くを語らなかったという。21日、非戦闘員男子および婦女子24名が解放された。
11月29日、関東軍は武力方針に転換。歩兵第25連隊第2大隊、鉄道第1連隊、飛行第12大隊などの混成師団や満州国軍興安南警備軍を派遣。救国軍側はこれらの猛攻を受けて次第に戦力を失い、12月1日に扎蘭屯が占領される。3日には、ハイラルの蘇邸宅が空爆された。4日、蘇は部下を連れてソ連領事館を訪れ、ソ連の不干渉と中立を承知の上で援助を申し出たが拒絶された。蘇は、自身の弱さを承知の上で満州国の欺瞞性を世界に示すため決起したことを説明し、自ら武装解除することを条件にソ連への退却と中国への帰還を求めたところ、ソ連側はこれを認めた。12月6日午後1時30分、ついに本拠地の満洲里が陥落。蘇はソ連のトムスクへと亡命し、監禁されていた領事官員や朝鮮人、満州国人約124名は全員救出された。
8日、日本政府は天羽を通じてカラハンに蘇の身柄の引き渡しを要求したが、カラハンは、蘇を刑事犯と見なせば日本政府が中立場所としてソ連領の提供を認めたのは到底考え得ない事、蘇は人質解放に応じており、武装解除を行った以上、蘇の引渡し並に監禁を要請することは不当である事、ソ連は白系ロシア人の引き渡しを満州国に要求した事はなかった事、を理由に拒絶した。同日、外務人民委員部は蘇一人を出国させ、部下は労働に従事させるとの決定を下した。天羽は翌9日に抗議したが、カラハンは内政干渉だとしてこれに応じなかった。しかし11日、一転して蘇とその部下をトムスクに抑留する決定を下したことがソ連大使広田弘毅に伝えられた。

### 国民政府への参加
翌年4月14日、帰国が許可され、馬占山とともにモスクワを出た。道中在外華僑の歓迎を受けつつ欧州を回り、6月5日に上海に到着し、上海市民より熱烈な歓迎を受けた。
同月下旬、軍事委員会委員の推薦を受け、同時に中将に昇進したが、応対した蔣介石の反応は冷ややかなものであり、こうした肩書きも名ばかりのものであったとされる。
南京陥落後の1938年5月、二級上将に昇進、重慶政府軍事委員会軍事参謀官となる。8月、軍委会戦区軍風紀巡察団第三団主任委員となる。1940年1月、同部隊の廃止に伴い予備役となる。抗戦勝利後、故郷に帰還したところ、一家は離散し9人の子も極貧の中にいたため、国民政府に補償を求めた。国共内戦中、元部下だった東北剿匪総司令代理の周福成に、東北人民解放軍へと投降するよう説得を行う。
中華人民共和国成立後、周恩来により政協委員へと任命され、中央人民政府第三届委員、黒龍江省民革副主委、政協常委、省体育運動委員会主任（1954年12月）、省人民委員会参議室参事を歴任するが、文化大革命中に右派として糾弾され、政界を追われる。
1975年5月22日、病気のため、ハルビン市内の病院にて死去。
享年83。